# Tezze sul Brenta
Tezze sul Brenta es un municipio italiano de 11.814 habitantes de la provincia de Vicenza (región de Véneto). 

## Demografía
| Gráfica de evolución demográfica de Tezze sul Brenta entre 1861 y 2001 |
|                                                                        |
| fuente ISTAT - elaboración gráfica a cargo de Wikipedia                |